# Перстнещитоподібна артерія
Перстнещитоподібна артерія (лат. ramus cricothyroideus arteriae thyroideae superioris) — невелика парна гілка верхньої щитоподібної артерії, що відходить від неї поперечно та перетинає перстнещитоподібну мембрану. Перстнещитоподібна артерія анастомозує з відповідною артерією протилежного боку шиї. Артерія кровопостачає перстнещитоподібний м'яз.